# چئونهو-دونگ

مرکز خدمات اجتماعی Cheonho 1 (il)-dong (Gangdong-gu)

چئونهو-دونگ (به لاتین: Cheonho-dong) یک منطقهٔ مسکونی در کره جنوبی است که در منطقه گانگدونگ واقع شده‌است.